# District de Huangpu (Shanghai)
Pour les articles homonymes, voir Huangpu.
Le district de Huangpu (黄浦区 ; pinyin : Huángpǔ Qū) est une subdivision de la municipalité de Shanghai en Chine. Il est aussi appelé Nouveau Huangpu parce qu'il a été formé en 2000 à partir des anciens districts de Nanshi et Huangpu.
Malgré la volonté de la municipalité de mieux repartir sa population, le district de Huangpu, avec une densité de 95 600 h/km2 en 2010, est l'un des quartiers urbains les plus denses du monde.
Il tire son nom de la rivière Huangpu.
C'est un des districts qui forme Puxi
En 08/06/2012, le district de Huangpu est fusionné avec le District de Luwan

## Lieux notables
- Musée de Shanghai

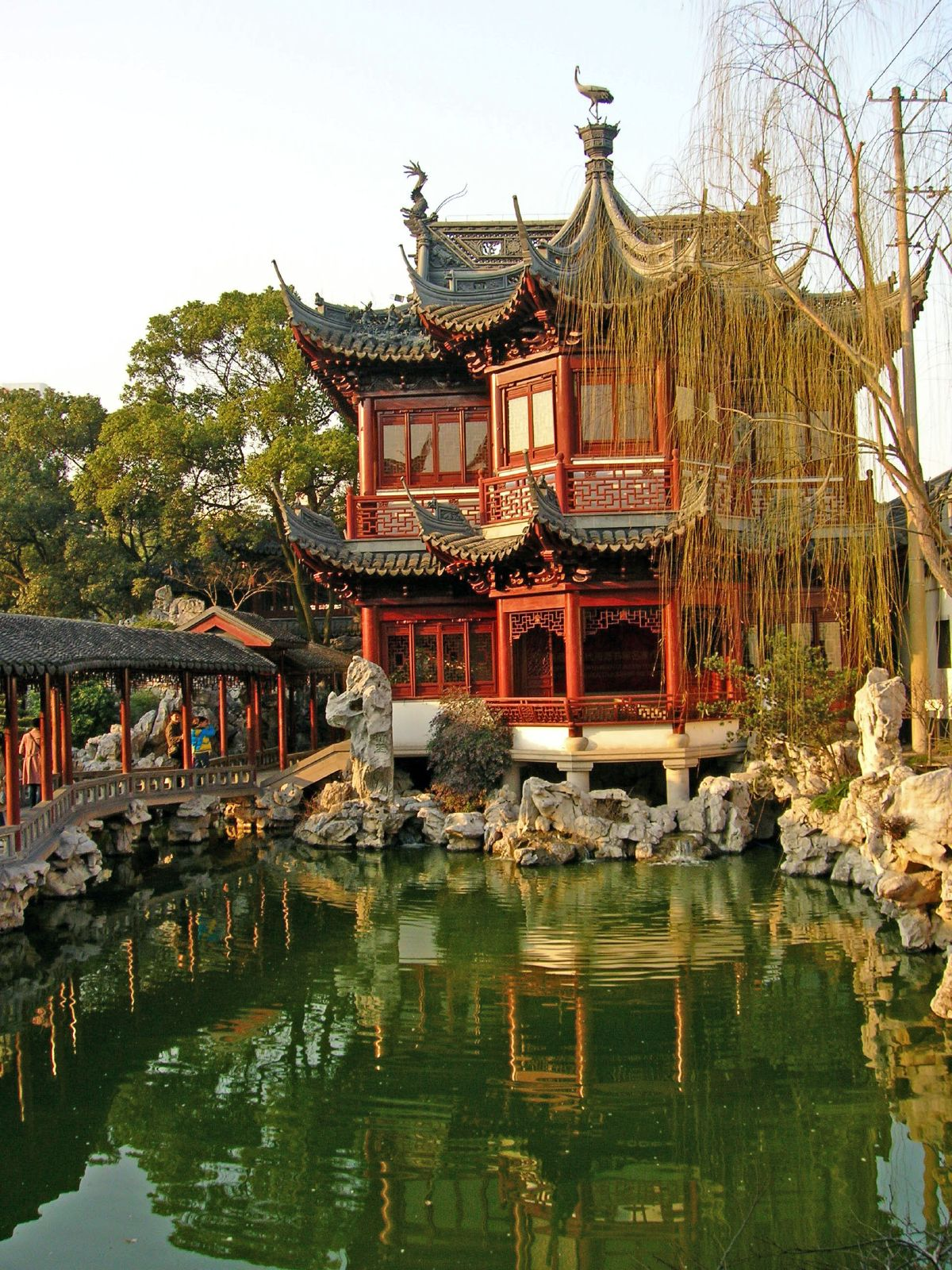
Jardin Yuyuan dans l'ancien bourg de Nanxiang, au cœur de ce district

- Nanjing Dong Lu (Rue de Nankin - Est), grande rue piétonne très fréquenté.
- Le jardin Yuyuan.
- Xintiandi
- Parc Fuxing
- Parc Huangpu
- Parc Gucheng

### Lien externe

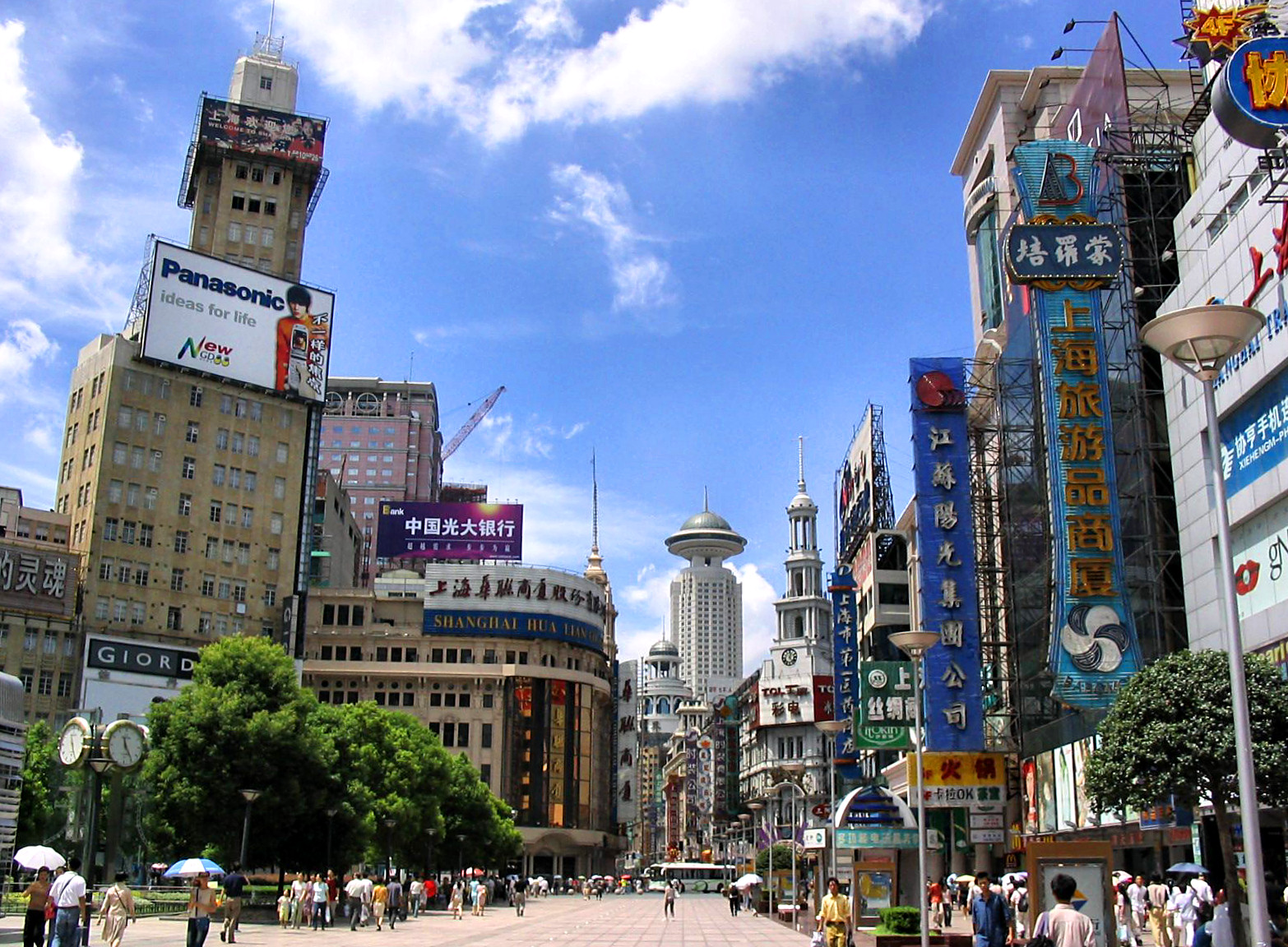
Nanjing Xilu